# Андриасян, Роберт Христофорович
Роберт Христофорович Андриасян (арм. Ռոբերտ Քրիստափորի Անդրիասյան; 25 августа (7 сентября) 1913, Тифлис — 20 сентября 1971, Ереван) — советский армянский композитор, пианист, музыкальный педагог. Заслуженный деятель искусств Армянской ССР (1961).

## Биография
Роберт Андриасян родился 25 августа (7 сентября) 1913 года в Тифлисе (ныне Тбилиси). Рано начал обучаться музыке, был принят в Тифлисскую консерваторию в четырёхлетнем возрасте. Его первое публичное выступление состоялось 18 марта 1918 года в Тифлисской консерватории, где он исполнил «Песнь венецианского гондольера» из «Песен без слов» Мендельсона.
В 1929 году окончил Тбилисскую консерваторию (класс Л. Л. Трусковского), после чего поступил в Ленинградскую консерваторию. Сначала обучался у Н. Н. Позняковской, но вскоре перешёл в класс профессора Л. В. Николаева. В 1935 году окончил Ленинградскую консерваторию, а 1938 году — Школу высшего мастерства у Л. В. Николаева.
В 1931 году успешно выступил на 1-й Всесоюзной олимпиаде молодых пианистов в Москве, после которого Л. В. Николаев сказал ему: «Я чувствовал в Вас большие возможности, но вы превзошли мои ожидания». В 1930-е годы Андриасян много ездил с гастролями по СССР. В его репертуаре была преимущественно романтическая музыка. Входил в артистическую бригаду при Доме культуры Армении в Москве.
В 1938—1971 годах преподавал в Ереванской консерватории им. Комитаса (с 1964 года профессор). В 1944—1950 и в 1958—1968 годах был заведующим фортепианной кафедрой.
Роберт Андриасян создал собственное направление в исполнительстве и музыкальной педагогике, где сочетаются особенности национальной армянской музыки и принципы школы Л. В. Николаева. Он является автором концерта и множества других фортепианных сочинений, а также фортепианных переложений и обработок песен Саят-Новы и Комитаса.
Среди учеников Роберта Андриасяна был Ю. С. Айрапетян.

## Память
С 1949 года в ереванской общине Норк-Мараш действует музыкальная школа имени Роберта Андреасяна.